# Towe Jaarnek
Towe Jaarnek (Östersund, 13 de junio de 1965) es una cantante sueca.
Comenzó a cantar a la edad de cinco años, entrando a formar parte de una coral con ocho. Recibió su formación musical en el Stage School de Gotemburgo, tarea que compaginó con su participación en el musical "Just Married" en Lisseberg. Durante la década de 1990 hizo pequeñas colaboraciones en televisión.
En 1991, su tema "Ett Liv Med Dej" ("Una Vida Contigo") consiguió hacerse con el segundo puesto en la edición del Melodifestivalen de ese año.
Realizó giras con Tommy Nilsson o Louise Hoffsten y, junto a Peter Jöback, fue la voz de "More Than A Game", la canción oficial de los campeonatos europeos de fútbol celebrados en Suecia en 1992.
Once años más tarde de su primera aparición en el Melodifestivalen, intentó suerte de nuevo con el tema "Back Again", compuesta por ella y su compañero sentimental. Por desgracia para ella, no consiguió clasificarse entre las cuatro primeras en su semifinal correspondiente.